# Cardiff Rugby
Cardiff Rugby, anteriormente conocido como Cardiff Blues, es uno de los cuatro equipos profesionales de rugby que compiten en el United Rugby Championship y la European Rugby Champions Cup representando a sus respectivas regiones de Gales. El club tiene su base en Cardiff, la capital de Gales, y desde el año 2009 juega sus partidos como local en el nuevo Cardiff City Stadium, con capacidad para 26 828 espectadores, el cual comparte con el Cardiff City FC.

## Historia
La formación del club surgió de la necesidad de reducir el número de equipos profesionales en Gales, que hasta entonces tenía una liga de clubs compuesta por 9 equipos. Las federaciones de rugby de Gales, Irlanda y Escocia idearon un plan conjunto para optimizar sus esfuerzos de profesionalización, creando una liga común con nuevos equipos, representativos de regiones, relegando a sus ligas respectivas de clubs a un segundo plano semiprofesional. Cardiff Blues se fundó como heredero directo del Cardiff RFC, club que en 1996 había alcanzado la primera final de la Heineken Cup.
Desde su fundación, el club no ha faltado a ninguna de las ediciones de la máxima competición continental, la Heineken Cup, alcanzando las semifinales en la temporada 2008/09. El año siguiente, Cardiff Blues acabó segundo en su liguilla durante la primera fase, no clasificándose para los cuartos de final de la Heineken Cup, pero sí para los de la Challenge Cup, segunda competición continental, que finalmente venció derrotando en la final al Toulon francés, logrando así Cardiff Blues su primer título europeo.
En el año 2009 el equipo alcanzó por primera vez la final de la Anglo-Welsh Cup, la antigua copa inglesa, una competición que desde el 2006 enfrenta a los 12 equipos de la Aviva Premiership inglesa y a los 4 equipos galeses de la United Rugby Championship. En la final disputada en el Twickenham Stadium, Cardiff Blues derrotó con contundencia a Gloucester haciéndose con el título.
En la United Rugby Championship Cardiff Blues ha tenido buenas temporadas, quedando subcampeón en las temporadas 2006/07 y 2007/08, aunque no ha logrado ningún título hasta la actualidad.
En sus filas han jugado varios jugadores de rugby de fama mundial, entre ellos figuras como las de Gareth Thomas o Jonah Lomu.

## Palmarés

### Torneos internacionales
- European Challenge Cup (2): 2009-10 y 2017-18

### Torneos locales
- Anglo-Welsh Cup (1): 2008-09

- Shield Gales URC (2): 2022-23, 2024-25

- Subcampeón United Rugby Championship (2): 2006-07, 2007-08